# شهر النماص
شهر النماص (به عربی: محافظة النماص) یک منطقهٔ مسکونی در عربستان سعودی است که در استان عسیر واقع شده‌است.